# Senátní obvod č. 76 – Kroměříž
Senátní obvod č. 76 – Kroměříž je podle zákona č. 247/1995 Sb. tvořen celým okresem Kroměříž a východní částí okresu Vyškov, ohraničenou na západě obcemi Ivanovice na Hané, Švábenice, Chvalkovice, Uhřice, Milonice a Nevojice.
Současnou senátorkou je od roku 2022 Jana Zwyrtek Hamplová, která byla zvolena jako nestranička za hnutí Nezávislí. V Senátu působí jako nezařazená senátorka.

## Senátoři

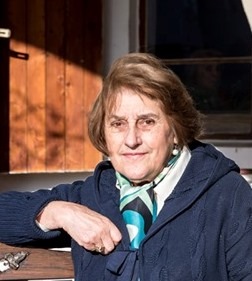
Eva Nováková
František Kroupa
Zdeněk Janalík
Miloš Malý
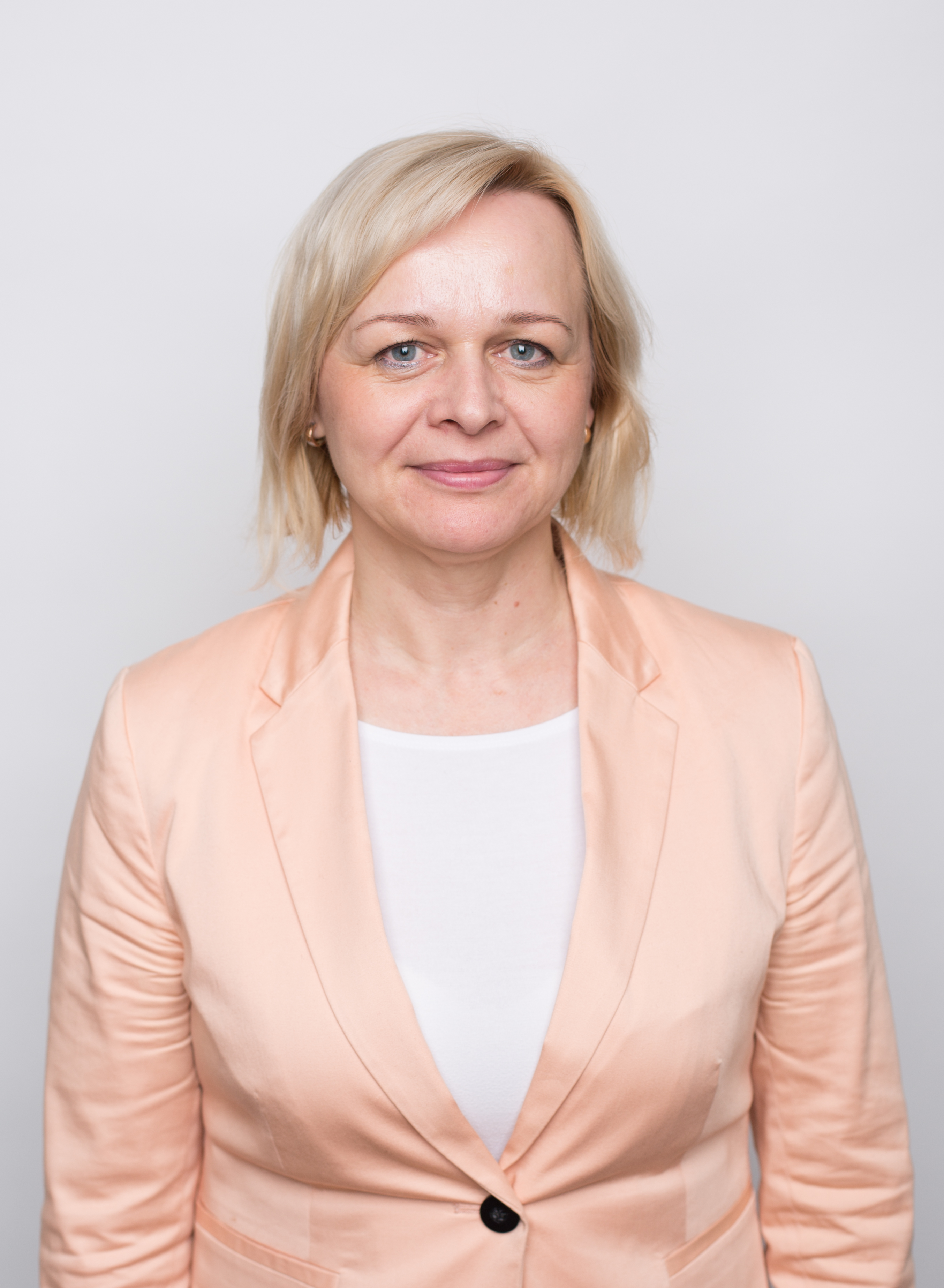
Šárka Jelínková
Jana Zwyrtek Hamplová

| Volby | Volby                 | Senátor                    | Volební strana | Navrhující strana | Politická příslušnost | Odkaz  |
| ----- | --------------------- | -------------------------- | -------------- | ----------------- | --------------------- | ------ |
|       | 1996                  | MUDr. Eva Nováková         | KDU-ČSL        | KDU-ČSL           | KDU-ČSL               | profil |
| 1998  | Ing. František Kroupa | 4KOALICE                   | 4KOALICE       | BEZPP             | profil                |        |
|       | 2004                  | PaedDr. Zdeněk Janalík     | ODS            | ODS               | ODS                   | profil |
|       | 2010                  | Mgr. Miloš Malý            | ČSSD           | ČSSD              | ČSSD                  | profil |
|       | 2016                  | Mgr. Šárka Jelínková       | KDU-ČSL        | KDU-ČSL           | KDU-ČSL               | profil |
|       | 2022                  | Mgr. Jana Zwyrtek Hamplová | NEZ            | NEZ               | BEZPP                 | profil |

## Volby

### Rok 1996
| Kandidát | Kandidát             | Volební strana | Navrhující strana | Politická příslušnost | Počet hlasů (1. kolo) | %     | Počet hlasů (2. kolo) | %     |
| -------- | -------------------- | -------------- | ----------------- | --------------------- | --------------------- | ----- | --------------------- | ----- |
|          | MUDr. Eva Nováková   | KDU-ČSL        | KDU-ČSL           | KDU-ČSL               | 6 827                 | 21,49 | 11 379                | 55,18 |
|          | Ing. Jiří Jachan     | ODS            | ODS               | ODS                   | 9 140                 | 28,78 | 9 243                 | 44,82 |
|          | Josef Vitásek        | ČSSD           | ČSSD              | ČSSD                  | 6 241                 | 19,65 | —                     | —     |
|          | Ing. Jaroslav Adamík | KSČM           | KSČM              | KSČM                  | 5 531                 | 17,41 | —                     | —     |
|          | Josef Palíšek        | NK             | NK                | BEZPP                 | 2 479                 | 7,81  | —                     | —     |
|          | Ing. Ivan Dřímal     | MSLK_96        | MOR_SLEZ          | MNS                   | 1 470                 | 6,09  | —                     | —     |
|          | Pavel Mozga          | NK             | NK                | SPR-RSČ               | 609                   | 1,92  | —                     | —     |

### Rok 1998
| Kandidát | Kandidát                  | Volební strana | Navrhující strana | Politická příslušnost | Počet hlasů (1. kolo) | %     | Počet hlasů (2. kolo) | %     |
| -------- | ------------------------- | -------------- | ----------------- | --------------------- | --------------------- | ----- | --------------------- | ----- |
|          | Ing. František Kroupa     | 4KOALICE       | 4KOALICE          | BEZPP                 | 10 029                | 29,49 | 9 637                 | 56,86 |
|          | Ing. Jan Slanina          | ČSSD           | ČSSD              | ČSSD                  | 7 527                 | 22,13 | 7 311                 | 43,14 |
|          | Ing. Jaroslav Adamík      | KSČM           | KSČM              | KSČM                  | 6 798                 | 19,99 | —                     | —     |
|          | Prof. Mgr. Miloš Horanský | ODS            | ODS               | ODS                   | 4 611                 | 13,56 | —                     | —     |
|          | Ing. Josef Horák          | NK             | NK                | BEZPP                 | 4 245                 | 12,48 | —                     | —     |
|          | Mgr. Antonín Žiška        | HSMS-MNSJ      | HSMS-MNSJ         | HSMS-MNSJ             | 800                   | 2,35  | —                     | —     |

### Rok 2004
| Kandidát | Kandidát               | Volební strana | Navrhující strana | Politická příslušnost | Počet hlasů (1. kolo) | %     | Počet hlasů (2. kolo) | %     |
| -------- | ---------------------- | -------------- | ----------------- | --------------------- | --------------------- | ----- | --------------------- | ----- |
|          | PaedDr. Zdeněk Janalík | ODS            | ODS               | ODS                   | 7 250                 | 30,05 | 12 051                | 65,58 |
|          | Ludmila Štaudnerová    | KSČM           | KSČM              | KSČM                  | 4 928                 | 20,43 | 6 324                 | 34,41 |
|          | Vojtěch Jurčík         | KDU-ČSL        | KDU-ČSL           | KDU-ČSL               | 4 349                 | 18,03 | —                     | —     |
|          | Mgr. Miloš Malý        | ČSSD           | ČSSD              | ČSSD                  | 2 992                 | 12,14 | —                     | —     |
|          | MUDr. Jarmila Číhalová | US-DEU         | US-DEU            | US-DEU                | 2 274                 | 9,42  | —                     | —     |
|          | Ing. František Kroupa  | SNK            | SNK               | BEZPP                 | 1 470                 | 6,09  | —                     | —     |
|          | Mgr. Petr Pálka        | NEZ            | NEZ               | BEZPP                 | 856                   | 3,54  | —                     | —     |

### Rok 2010
| Kandidát | Kandidát                             | Volební strana | Navrhující strana | Politická příslušnost | Počet hlasů (1. kolo) | %     | Počet hlasů (2. kolo) | %     |
| -------- | ------------------------------------ | -------------- | ----------------- | --------------------- | --------------------- | ----- | --------------------- | ----- |
|          | Mgr. Miloš Malý                      | ČSSD           | ČSSD              | ČSSD                  | 10 315                | 25,04 | 13 191                | 53,86 |
|          | PaedDr. Zdeněk Janalík               | ODS            | ODS               | ODS                   | 9 586                 | 23,27 | 11 298                | 46,13 |
|          | Mgr. Zdeněk Pánek                    | KDU-ČSL        | KDU-ČSL           | BEZPP                 | 6 472                 | 15,71 | —                     | —     |
|          | MUDr. Lenka Mergenthalová            | TOP 09, „STAN“ | TOP 09            | TOP 09                | 4 306                 | 10,45 | —                     | —     |
|          | Ing. Jaroslav Adamík                 | KSČM           | KSČM              | KSČM                  | 4 202                 | 10,20 | —                     | —     |
|          | Ing. Zdeňka Dokoupilová              | SZ             | SZ                | SZ                    | 2 684                 | 6,51  | —                     | —     |
|          | Ing. Pavel Dohnal                    | M              | M                 | M                     | 1 738                 | 4,22  | —                     | —     |
|          | Prof. Ing. Ignác Hoza, CSc., dr.h.c. | VV             | VV                | BEZPP                 | 1 149                 | 2,79  | —                     | —     |
|          | MUDr. Lubomír Nečas                  | SPOZ           | SPOZ              | SPOZ                  | 729                   | 1,77  | —                     | —     |

### Rok 2016
| Kandidát | Kandidát               | Volební strana | Navrhující strana | Politická příslušnost | Počet hlasů (1. kolo) | %     | Počet hlasů (2. kolo) | %     |
| -------- | ---------------------- | -------------- | ----------------- | --------------------- | --------------------- | ----- | --------------------- | ----- |
|          | Mgr. Šárka Jelínková   | KDU-ČSL        | KDU-ČSL           | KDU-ČSL               | 5 197                 | 16,94 | 8 023                 | 53,48 |
|          | Ing. Jan Hašek         | ANO            | ANO               | BEZPP                 | 4 929                 | 16,07 | 6 977                 | 46,51 |
|          | Mgr. Daniela Hebnarová | ODS            | ODS               | ODS                   | 4 429                 | 14,44 | —                     | —     |
|          | Ing. Bc. Eva Badinková | KSČM           | KSČM              | KSČM                  | 3 813                 | 12,43 | —                     | —     |
|          | Bc. Jaroslav Chmelař   | ČSSD           | ČSSD              | ČSSD                  | 3 609                 | 11,76 | —                     | —     |
|          | MUDr. Vojtěch Škrabal  | STAN           | STAN              | BEZPP                 | 3 469                 | 11,31 | —                     | —     |
|          | Zdeněk Zlámal          | NEZ            | NEZ               | BEZPP                 | 3 441                 | 11,22 | —                     | —     |
|          | PhDr. Mgr. Josef Novák | SPO            | SPO               | SPO                   | 1 135                 | 3,70  | —                     | —     |
|          | Ing. Petr Šico         | KČ             | KČ                | BEZPP                 | 643                   | 2,09  | —                     | —     |

### Rok 2022
Ve volbách v roce 2022 obhajovala svůj mandát za koalici SPOLU (ODS, KDU-ČSL, TOP 09) senátorka a místopředsedkyně KDU-ČSL Šárka Jelínková. O senátorské křeslo usilovalo dalších pět kandidátů: jednatelka společnosti Lucie Pluhařová z hnutí ANO, náměstkyně hejtmana Zlínského kraje pro zdravotnictví a nestranička za ČSSD Olga Sehnalová, starosta města Holešov a nestraník za STAN Rudolf Seifert, předseda správní rady environmentálního ústavu Stanislav Skála z SPD a advokátka Jana Zwyrtek Hamplová, která kandidovala jako nestranička za hnutí NEZ.
První kolo vyhrála s 20,95 % hlasů Lucie Pluhařová, do druhého kola s ní postoupila Jana Zwyrtek Hamplová, která obdržela 18,87 % hlasů. Senátorka Šárka Jelínková získala 18,31 % hlasů a skončila na 3. místě. Od postupu do druhého kola ji dělilo pouhých 230 hlasů. Druhé kolo vyhrála s 50,65 % hlasů Jana Zwyrtek Hamplová.
| Kandidát | Kandidát                   | Volební strana       | Navrhující strana | Politická příslušnost | Počet hlasů (1. kolo) | %     | Počet hlasů (2. kolo) | %     |
| -------- | -------------------------- | -------------------- | ----------------- | --------------------- | --------------------- | ----- | --------------------- | ----- |
|          | Mgr. Jana Zwyrtek Hamplová | NEZ                  | NEZ               | BEZPP                 | 7 854                 | 18,87 | 9 031                 | 50,65 |
|          | Ing. Mgr. Lucie Pluhařová  | ANO                  | ANO               | ANO                   | 8 721                 | 20,95 | 8 798                 | 49,34 |
|          | Mgr. Šárka Jelínková       | KDU-ČSL, ODS, TOP 09 | KDU-ČSL           | KDU-ČSL               | 7 624                 | 18,31 | —                     | —     |
|          | Mgr. Rudolf Seifert        | STAN                 | STAN              | BEZPP                 | 7 262                 | 17,44 | —                     | —     |
|          | MUDr. Olga Sehnalová, MBA  | ČSSD                 | ČSSD              | BEZPP                 | 7 085                 | 17,02 | —                     | —     |
|          | Ing. Stanislav Skála       | SPD                  | SPD               | SPD                   | 3 074                 | 7,38  | —                     | —     |

## Volební účast
|  | nejvyšší volební účast |  | nejnižší volební účast |

| Rok  | % (1. kolo) | % (2. kolo) |
| ---- | ----------- | ----------- |
| 1996 | 35,90       | 23,42       |
| 1998 | 46,35       | 18,69       |
| 2004 | 28,28       | 19,56       |
| 2010 | 46,66       | 25,58       |
| 2016 | 34,49       | 15,91       |
| 2022 | 47,86       | 19,53       |